# 萍洲书院

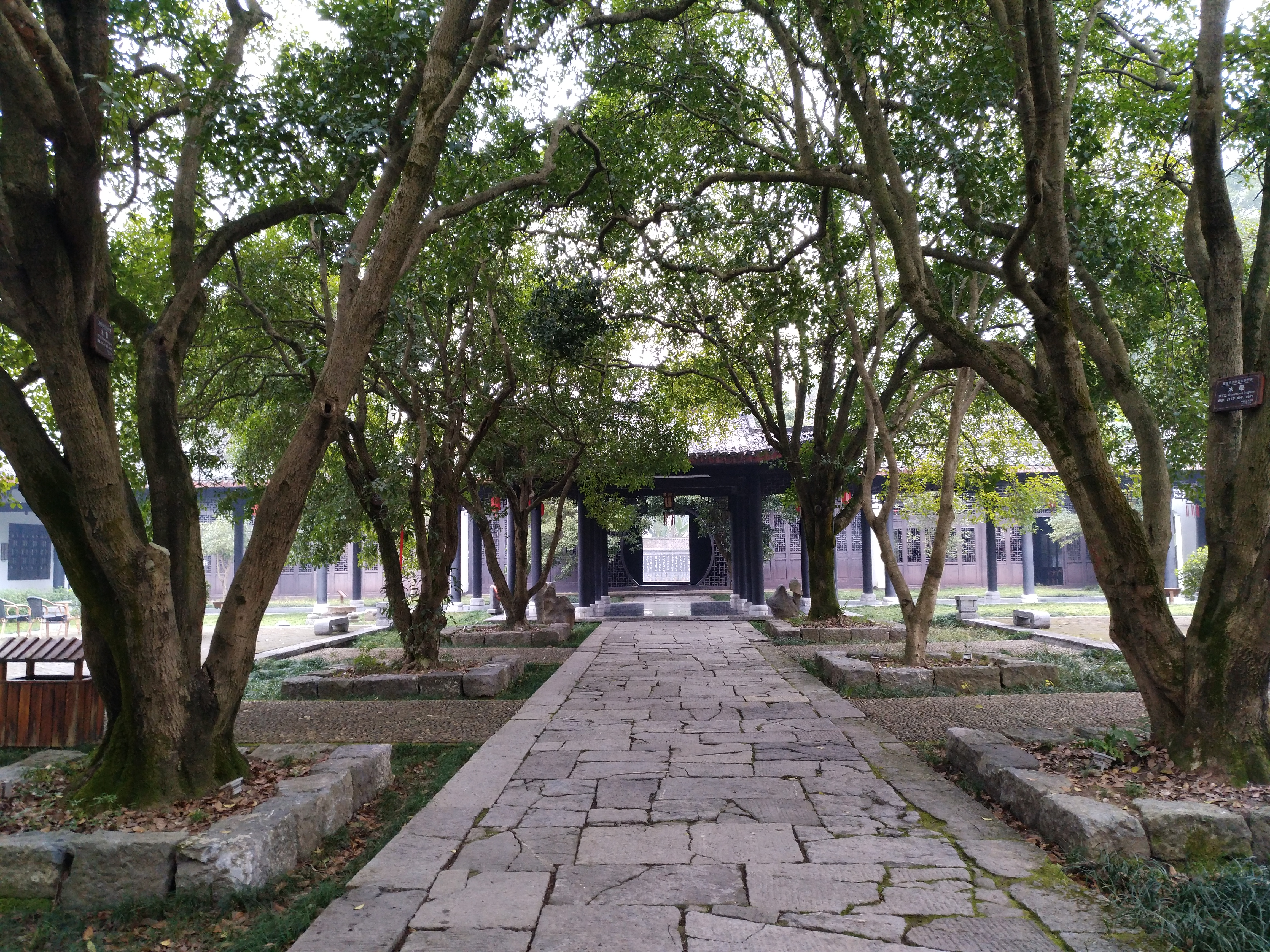

萍洲书院，亦作𬞟洲书院，始建于清乾隆四年（1739），为湖南省四大书院之一，几百年来曾三次被毁，最近一次的重建是在2013年，萍洲书院位于湖南省永州市零陵区的潇水与湘江汇合处，江中有一萍洲岛，分为大岛和小岛，书院坐落于小岛之上。
萍洲书院由零陵人、江苏桃源（今泗阳）县令眭文焕父子创建。光绪十三年（1886），湘军名将王德榜、席宝田重建，周崇富为山长。
萍洲书院在清代被称为白𬞟洲书院，因萍岛周围生长白萍故也有被称为白𬞟书院，因为坐落于萍岛之上，故被称为萍洲书院。